# Hire Benkal, Gangawati
Hire Benkal là một làng thuộc tehsil Gangawati, huyện Koppal, bang Karnataka, Ấn Độ.